# Charles "Bud" Taylor
Bud Taylor (Terre Haute, 22 luglio 1903 – 9 marzo 1962) è stato un pugile statunitense.
La International Boxing Hall of Fame lo ha riconosciuto fra i più grandi pugili di ogni tempo.

## Gli inizi
Divenne professionista nel 1920.

## La carriera
Campione del mondo dei pesi gallo nel 1927.
Fu antagonista di Tony Canzoneri, Battling Battalino, Pancho Villa.